# Littleton (Illinois)
Littleton és una població dels Estats Units a l'estat d'Illinois. Segons el cens del 2000 tenia 197 habitants.

## Demografia
Segons el cens del 2000, Littleton tenia 197 habitants, 69 habitatges, i 50 famílies. La densitat de població era de 65,6 habitants/km².
Dels 69 habitatges en un 39,1% hi vivien nens de menys de 18 anys, en un 65,2% hi vivien parelles casades, en un 4,3% dones solteres, i en un 26,1% no eren unitats familiars. En el 20,3% dels habitatges hi vivien persones soles el 8,7% de les quals corresponia a persones de 65 anys o més que vivien soles. El nombre mitjà de persones vivint en cada habitatge era de 2,86 i el nombre mitjà de persones que vivien en cada família era de 3,29.
Per edats la població es repartia de la següent manera: un 29,9% tenia menys de 18 anys, un 10,7% entre 18 i 24, un 30,5% entre 25 i 44, un 20,3% de 45 a 60 i un 8,6% 65 anys o més.
L'edat mediana era de 33 anys. Per cada 100 dones de 18 o més anys hi havia 109,1 homes.
La renda mediana per habitatge era de 43.750 $ i la renda mediana per família de 47.875 $. Els homes tenien una renda mediana de 24.792 $ mentre que les dones 26.042 $. La renda per capita de la població era de 14.670 $. Cap de les famílies i el 0,5% de la població estaven per davall del llindar de pobresa.

## Poblacions més properes
El següent diagrama mostra les poblacions més properes.